# SN 2002gg
SN 2002gg – supernowa typu Ia odkryta 5 października 2002 roku w galaktyce A222745+0655. W momencie odkrycia miała maksymalną jasność 20,00m.